# Lisa Tuttle
Pour les articles homonymes, voir Tuttle.
Œuvres principales
- Le Couteau sacrificiel
- Elle qui chevauche les tempêtes
- Série Jesperson and Lane

Lisa Tuttle, née le 16 septembre 1952 à Houston au Texas, est une autrice américaine d'horreur, de fantastique et de fantasy. Elle est également connue pour son engagement féministe (elle a ainsi publié une anthologie de textes fantastiques exclusivement écrit par des femmes, participant ainsi au mouvement de féminisation du genre aux États-Unis dans les années 1980). Elle a notamment remporté le prix Astounding du meilleur nouvel écrivain 1974 et a reçu le prix Nebula de la meilleure nouvelle courte 1981 qu'elle a refusé. Elle vit en Grande-Bretagne depuis 1980. 

## Biographie

### Enfance et formation
Lisa Tuttle naît le 16 septembre 1952 à Houston au Texas. 
Elle écrit depuis son enfance. Au lycée, elle fonde et édite le fanzine Mathom de la Houston Science Fiction Society. Elle commence également à échanger des lettres avec d'autres lecteurs et auteurs, dont l'écrivain de fiction spéculative Harlan Ellison.
Elle étudie ensuite à la université de Syracuse de New York, et c'est à cette période qu'elle publie sa première nouvelle. 

### Carrière littéraire

#### Début de carrière
Lisa Tuttle est très tôt attirée par le domaine du fandom de science-fiction puis qu'elle fonde un fanzine au lycée et publie la plupart de ses premiers écrits dans divers fanzines.
Alors qu'elle est étudiante, Lisa Tuttle publie sa première nouvelle, L'Inconnue dans la maison (Stranger In The House), dans l'anthologie Clarion II de 1972.
Après avoir été active au sein de la Houston Science Fiction Society, une fois son diplôme obtenu, elle s'installe à Austin et devient membre de la communauté texane de la science-fiction ainsi que journaliste pour le journal Austin American-Statesman. Parallèlement, elle continue à écrire des nouvelles et travaille sur un roman.
En 1973, elle participe à la fondation du Turkey City Writer's Workshop à Austin, avec Howard Waldrop, Steven Utley et Tom Reamy. L'atelier formera un certain nombre d'écrivains importants, dont Bruce Sterling, Ted Chiang, Cory Doctorow, George R. R. Martin, Steven Gould, Maureen F. McHugh, Lewis Shiner, Martha Wells et Connie Willis,.  
En 1974, Lisa Tuttle reçoit le prix Astounding du meilleur nouvel écrivain, partagé avec Spider Robinson.
En 1975, elle coécrit avec George R. R. Martin le roman court Les Tempêtes de Port-du-Vent (The Storms of Windhaven), qui remporte le prix Locus du meilleur roman court 1976. Le roman court est aussi nommé pour le prix Hugo du meilleur roman court 1976. 
En 1981, Lisa Tuttle développe le roman court Les Tempêtes de Port-du-Vent pour en faire un roman, Elle qui chevauche les tempêtes (Windhaven), qui sera son tout premier.
Un an plus tard, elle refuse le prix Nebula de la meilleure nouvelle courte 1981 pour sa nouvelle La Flûte d'os (The Bone Flute) afin de protester contre le fait qu'un autre candidat avait activement fait campagne pour obtenir le prix. Elle est toujours en 2023 la seule personne à avoir renoncé à cette récompense.

#### Romans
Son premier roman, tiré  de son roman court Les Tempêtes de Port-du-Vent et appelé Elle qui chevauche les tempêtes (Windhaven), sort donc en 1981. Ses autres romans comprennent, entre autres, Futurs perdus (Lost Futures, 1992), nommé pour le prix British Science Fiction du meilleur roman, le prix James-Tiptree, Jr. 1992 et le prix Arthur-C.-Clarke du meilleur roman 1993), Compagnon de nuit (The Pillow Friend, 1996), nommé pour le prix James-Tiptree, Jr. 1996 et le prix International Horror Guild 1996), The Mysteries (2005) et The Silver Bough (2006).

#### Série de romans
Plus récemment,  Lisa Tuttle publie la série de polars paranormaux Jesperson and Lane, comprenant The Curious Affair of the Somnambulist and the Psychic Thief (2016), puis The Curious Affair of the Witch at Wayside Cross (2017), et enfin le dernier livre de la série, The Curious Affair of the Missing Mummies (2023).

#### Romans courts et nouvelles
Elle écrit également un grand nombre de nouvelles et romans courts reconnues, dont, entre autres, Stone Circle (1976, nommé pour le prix Nebula du meilleur roman court 1977), One-Wing (1980, coécrit avec George R. R. Martin et lauréat du prix Analog de la meilleure nouvelle 1980), In Translation (1989, lauréat du prix British Science Fiction de la meilleure fiction courte 1989), And The Poor Get Children (1995) et My Death (2004, nommé pour le prix British Science Fiction de la meilleure fiction courte 2004, l'International Horror Guild Award 2004 du meilleur roman, le prix World Fantasy de la meilleure nouvelle 2005 et le prix British Fantasy de la meilleure nouvelle 2005),,.
Plus récemment, elle publie le recueil de nouvelles The Dead Hours of Night, nommé pour le prix Bram-Stoker 2021.
Son dernier recueil de nouvelles est Riding The Nightmare, publié par Valancourt Books en juin 2023.

#### Romans jeunesse
Lisa Tuttle écrit aussi des romans pour la jeunesse, notamment Catwitch en collaboration avec l'illustratrice Una Woodruff (1983), Panther in Argyll (1996) et Love-on-Line (1998).

#### Autres ouvrages
Lisa Tuttle écrit également des ouvrages non romanesques, notamment l'Encyclopedia of Feminism en 1986 et Writing Fantasy and Science Fiction en 2002.

#### Édition
En tant qu'éditrice, elle compile plusieurs anthologies, dont Skin of the Soul: New Horror Stories by Women en 1990 et Crossing the Border: Tales of Erotic Ambiguity en 1998.

#### Journalisme
Elle travaille un temps comme journaliste aux États-Unis. Après avoir obtenu son diplôme d'études supérieures et avoir réalisé un travail de garde de maison pour l'écrivain Harlan Ellison, elle déménage à Austin. Elle réalise quelques emplois alimentaires et décroche finalement un poste au journal Austin American-Statesman. Le rédacteur en chef qui l'embauche est féru de science-fiction et stupéfait de voir Harlan Ellison répertorié comme référence sur le CV de Lisa Tuttle. Elle gravit les échelons, du pôle dactylographie à une chronique quotidienne en tant que première critique télévisée du journal. 
Elle travaille aussi en tant que journaliste en Grande-Bretagne. Elle collabore notamment avec le Times. 

#### Collaboration
Elle contribue à la série Dolphin Diaries de Ben M. Baglio entre 2000 et 2002. 

### Œuvres
Lisa Tuttle écrit sous différents pseudonymes, par exemple celui de Maria Palmer,.
Son œuvre, relativement peu traduite en français (sont disponibles les recueils de nouvelles Le Nid, Sur les ailes du cauchemar, Ainsi naissent les fantômes et Les Chambres inquiètes ainsi que les romans Elle qui chevauche les tempêtes, Le Couteau sacrificiel, Gabriel, Futurs perdus et Compagnon de nuit), est pourtant considérée par un spécialiste du genre, Alain Dorémieux, comme une des plus importantes depuis Richard Matheson.
Lisa Tuttle a influencé beaucoup d'auteurs, dont la nouvelliste fantastique française Mélanie Fazi.
La bibliothèque de l'Université A&M du Texas possède une collection Lisa Tuttle composé de livres, de manuscrits, d'épreuves et de magazines retraçant la carrière de l'écrivaine. La collection provient de dons de l'autrice réalisés en 2015, 2017 et 2018. Elle est encore en cours d'élaboration et sera complétée par Lisa Tuttle au fur et à mesure.

#### Féminisme
Son œuvre, qu'il s'agisse de fiction ou de non-fiction, est connue pour l'importance qu'elle accorde aux personnages féminins forts et aux questions de genre.
Lors de ses débuts, durant la création du Turkey City Writer's Workshop à Austin, elle côtoie peu de femmes : « Des instantanés des années 70 montrent une petite silhouette immobile avec un visage jeune et d'énormes lunettes entourée d'hommes imposants » écrit Amy Gentry en septembre 2023 dans un article du magazine Texas HighWays.
En 1986, Lisa Tuttle écrit l'Encyclopedia of Feminism. Mais malgré ses convictions féministes, « elle ne dit jamais au lecteur quoi penser, nous permettant plutôt de ressentir le patriarcat envahir la vie et le corps des femmes à un niveau viscéral » écrit encore Amy Gentry.
Lisa Tuttle écrit aussi sur le sujet du plaisir féminin. Dans ses romans, les femmes sont libres de vivre leurs désirs. En revanche, les conséquences de cette liberté sont souvent néfastes. Dans son roman Le Couteau sacrificiel (Familiar Spirit) paru en 1983, une femme esseulée vit une relation sexuelle intense avec une entité maléfique qui à la fois la satisfait et l'asservit. Dans Compagnon de nuit (The Pillow Friend) paru en 1996, le personnage réalise des fantasmes qui finissent par se transformer en cauchemars. « Et pourtant, ces histoires ne se lisent jamais comme des contes moraux : elles sont motivées par une curiosité mélancolique, avec une touche de cruauté » analyse Amy Gentry.

### Vie privée
En 1980, elle déménage à Londres.
Elle est mariée à l'écrivain britannique Christopher Priest de 1981 à 1987.
Depuis 1990, elle vit sur la côte ouest de l'Écosse avec son mari, l'éditeur et écrivain Colin Murray, et sa fille,.

## Œuvres

### SérieJesperson and Lane
1. (en) The Curious Affair of the Somnambulist and the Psychic Thief, 2016
2. (en) The Curious Affair of the Witch at Wayside Cross, 2017
3. (en) The Curious Affair of the Missing Mummies, 2023

### Romans indépendants
- Elle qui chevauche les tempêtes, Denoël, coll. Lunes d'encre, 1999 ((en) Windhaven, 1981)Écrit avec George R. R. Martin. Réédition sous le titre Windhaven, J'ai lu, 2007 ; réédition sous le titre Elle qui chevauche les tempêtes, Gallimard, coll. « Folio SF » no 652, 2020
- Le Couteau sacrificiel, J'ai lu, coll. Épouvante, 1987 ((en) Familiar Spirit, 1983)
- Gabriel, Denoël, coll. Présences, 1992 ((en) Gabriel, 1987)
- Futurs perdus, Denoël, coll. Présences, 1994 ((en) Lost Futures, 1992)
- Compagnon de nuit, Flammarion, coll. Imagine, 2001 ((en) The Pillow Friend, 1996)
- (en) Panther in Argyll, 1996
- (en) The Mysteries, 2005
- (en) The Silver Bough, 2006

### Recueils de nouvelles
- Le Nid, Denoël, coll. Présence du fantastique, 1990 ((en) A Nest of Nightmares, 1986), trad. Nathalie Serval
- (en) A Spaceship Built of Stone and Other Stories, 1987
- Sur les ailes du cauchemar, Denoël, coll. Présence du fantastique, 1995 ((en) Memories of the Body, 1992), trad. Nathalie Serval
- (en) Ghosts & Other Lovers, 2001
- (en) Stranger in the House: The Collected Short Supernatural Fiction, Volume One, 2010
- Ainsi naissent les fantômes, Dystopia, 2011, trad. Mélanie Fazi
- (en) Objects in Dreams, 2012
- Les Chambres inquiètes, Dystopia, 2014, trad. Nathalie Serval
- (en) The Dead Hours of Night, 2021
- (en) Riding the Nightmare, 2023

### Nouvelles traduites en français
- Un vaisseau de pierre, 1980Publiée dans l'anthologie Univers 1982
- L'Étrange Affaire des épouses mortes, 2018 ((en) The Curious Affair of the Dead Wives, 2014)Publiée dans l'anthologie Vauriens aux éditions Pygmalion

## Récompenses
- Prix Astounding du meilleur nouvel écrivain 1974.
- Prix Locus du meilleur roman court 1976 pour Les Tempêtes de Port-du-Vent (avec George R. R. Martin)[9]
- Prix Nebula de la meilleure nouvelle courte 1981 pour La Flûte d'os.
- Prix British Science Fiction de la meilleure fiction courte 1990 pour In Translation.
- Grand prix de l'Imaginaire en 2012 pour Ainsi naissent les fantômes.